# Ultima fermata Mariù
Ultima fermata Mariù è un film del 2005 diretto da Francesco Dominedò, liberamente tratto dal romanzo Amori in stazione (1995, Guanda) di Giancarlo Marinelli.

## Trama
Una stazioncina ferroviaria è teatro d'incontro di un gruppo di emarginati - gay, immigrati, rom, prostitute, papponi e militari, che tirano avanti giorno per giorno in un contesto di squallido degrado.